# Punto croce

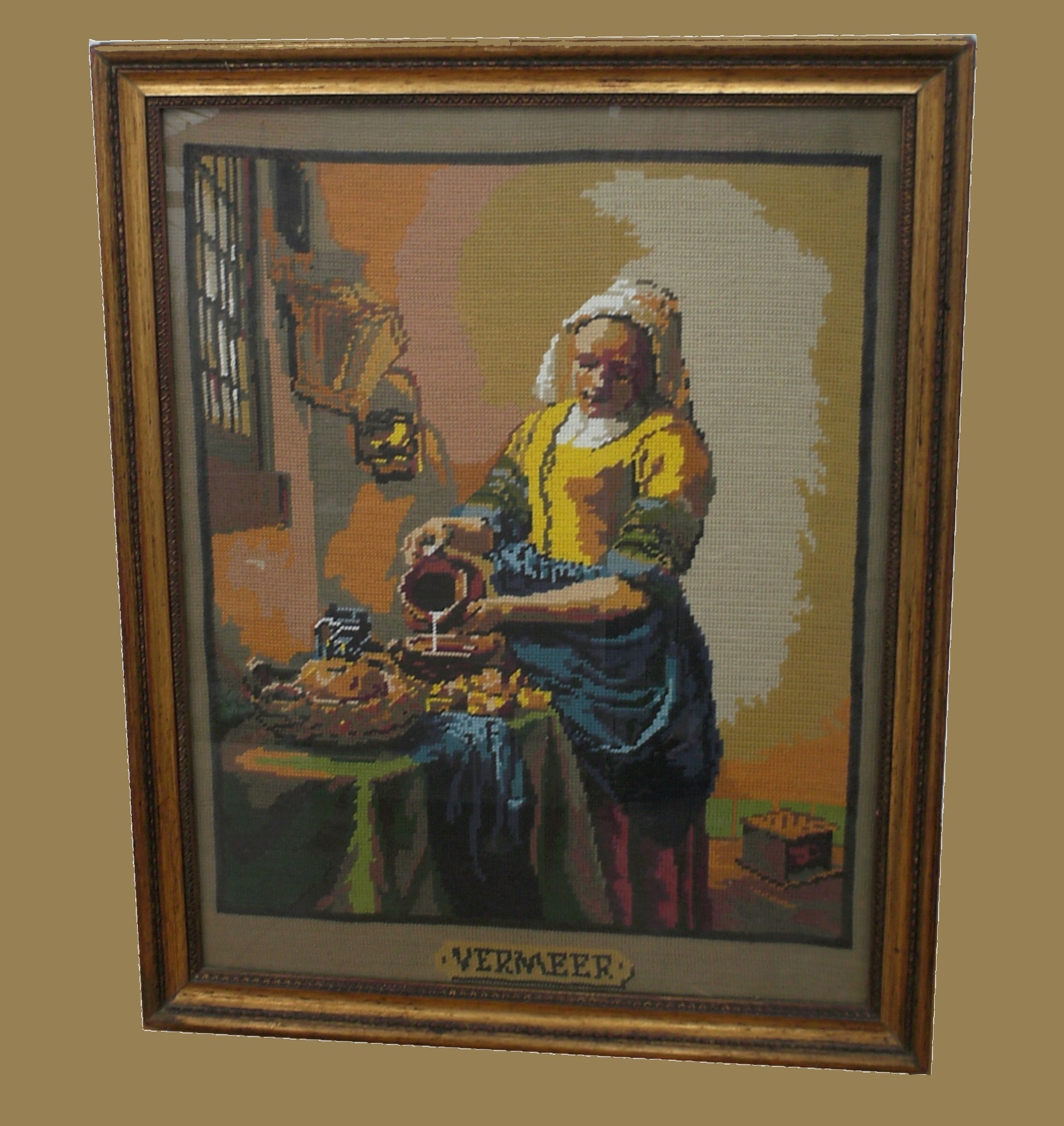
Un soggetto di Vermeer riprodotto a punto croce.

Il punto croce è una tecnica di ricamo su tela o canovaccio, o lino a trama regolare e larga, infatti i fili devono essere contati e perciò ben visibili in modo da poter individuare piccole zone quadrate (ad esempio 2x2 fili di trama e ordito) su cui stendere il ricamo che delinea le diagonali di quei piccoli riquadri.
I disegni vengono a volte copiati da schemi su base quadrettata a colori, o in bianco e nero, in cui i colori sono rappresentati da simboli e sono accompagnati da una legenda.
Esistono in commercio alcuni kit per imparaticcio: piccoli tagli di canovaccio già pronto, colorato a stampa e corredato dai fili richiesti per la lavorazione. Alcuni tessuti già stampati con il disegno per l'esecuzione del ricamo sono destinati anche ad opere più complesse e di grandi dimensioni. Il punto croce è adatto a confezionare quadri, biancheria per la casa, corredini, tende, tovaglie, coperte e ornare accessori personali o d'arredamento.

## Esecuzione
Si lavora su tessuto a tessitura regolare. La tessitura è regolare quando 1 cm² di tessuto contiene lo stesso numero di fili, sia per la trama che per l'ordito. Un lino 10x10, conta 10 fili per cm² (trama molto larga), un lino 22x22 (trama fitta) contiene 22 fili per cm² e non è adatto al punto croce riferito. Per la realizzazione di questa tecnica è opportuno scegliere una trama che può andare da 11x11 a 17x17 fili.

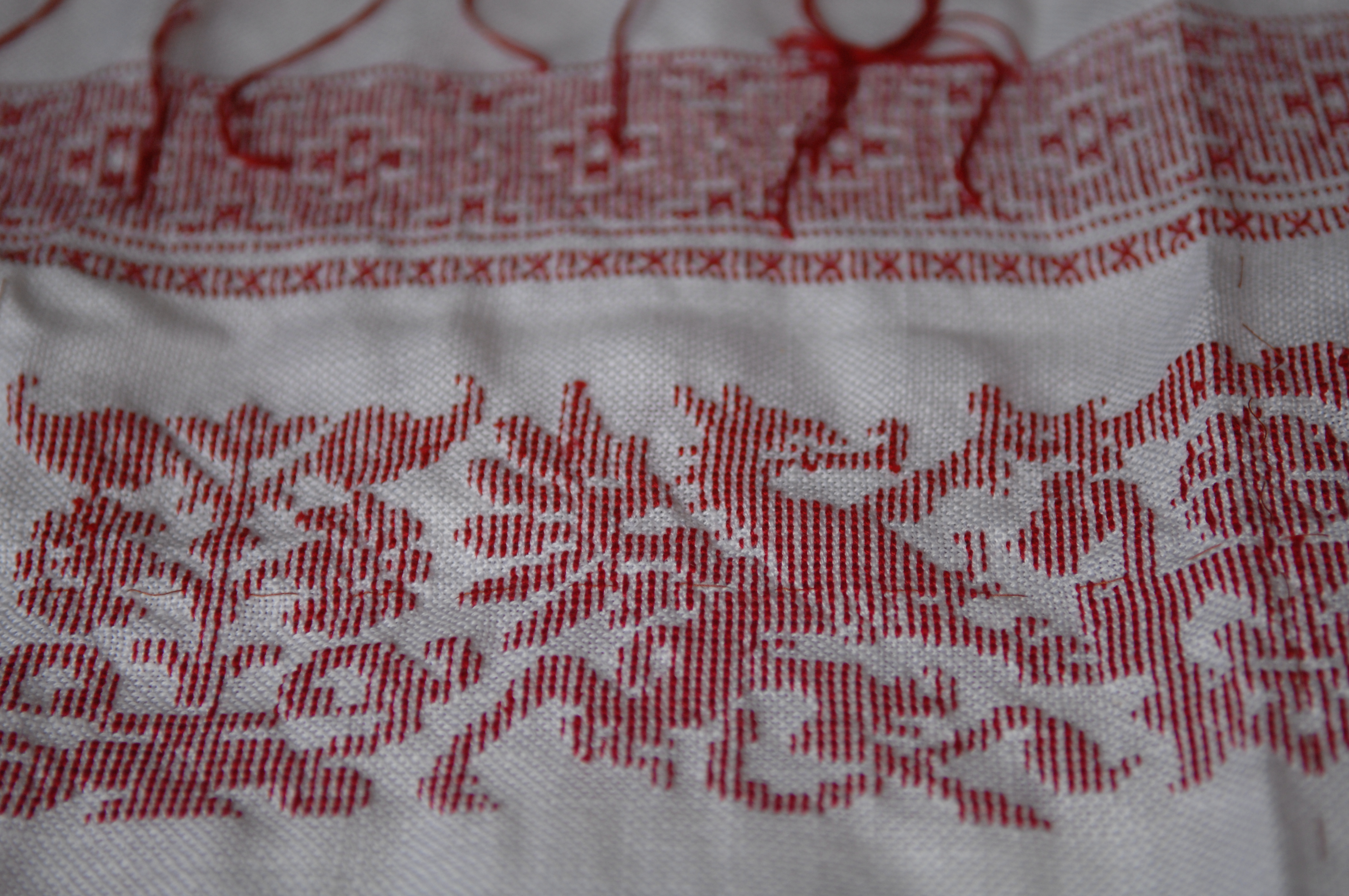
Rovescio perfetto

L'ago deve avere una cruna larga, in modo da allargare i punti di ingresso nel tessuto e conferire maggiore regolarità al lavoro, e la punta arrotondata, per lo stesso motivo. Il filo, come in ogni tipo di lavoro ad ago, sarà di diametro e consistenza proporzionato al tessuto di base e al suo utilizzo finale. I fili colorati sono generalmente di cotone, lana, lino o viscosa e vengono lavorati in modo da formare una serie di X giustapposte, in due tornate, una di andata in cui si lanciano tutte le barre inclinate nella stessa direzione, e una di ritorno in cui si formano le barre in senso inverso.
Questo procedimento consente un rovescio del lavoro ordinato, irrinunciabile in un lavoro di pregio. A completamento del lavoro, alcune parti sono rifinite a punto scritto, per dare maggiore senso di profondità all'insieme.
Il filato più comunemente usato per il punto croce è il "cotone mouliné" che si presenta come un filo a sei capi divisibili; generalmente si usa un solo capo o due, in ragione del rilievo da dare al ricamo, ma alcuni capi richiedono anche l'intero filo di sei capi.

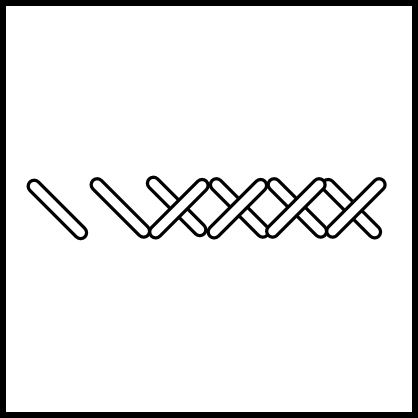
Punto croce - esecuzione
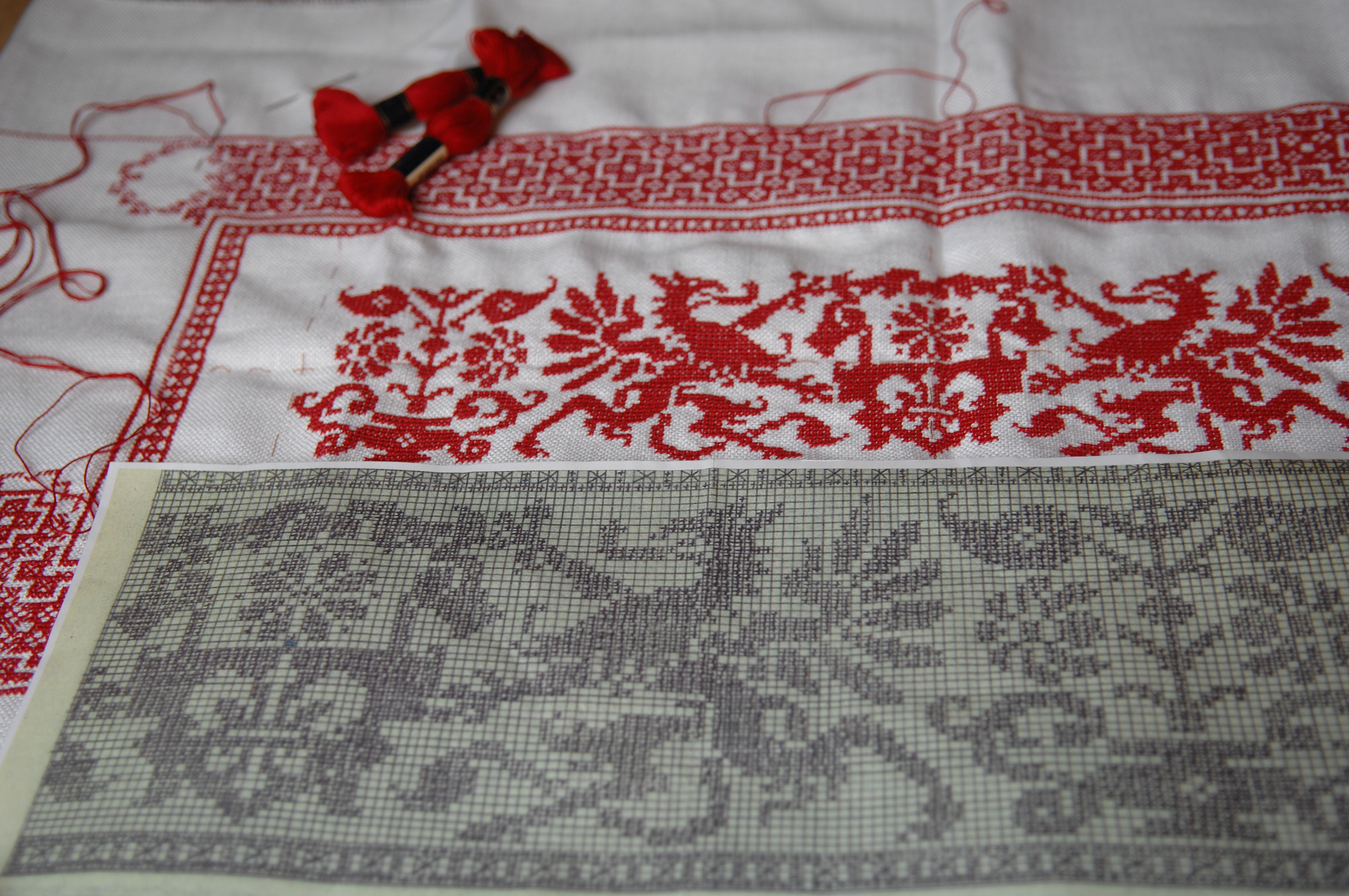
Un lavoro in corso e il suo schema
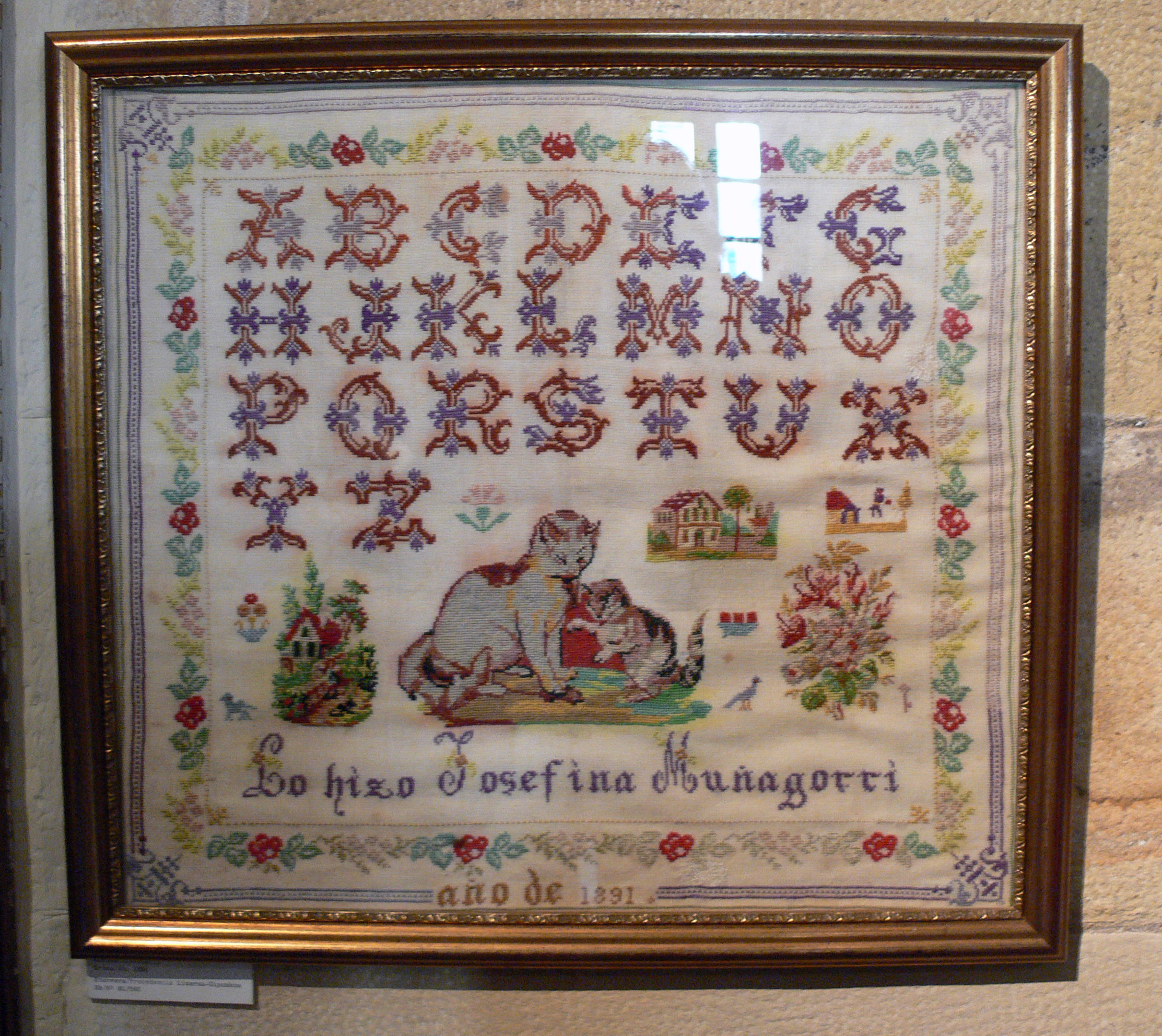
Sampler
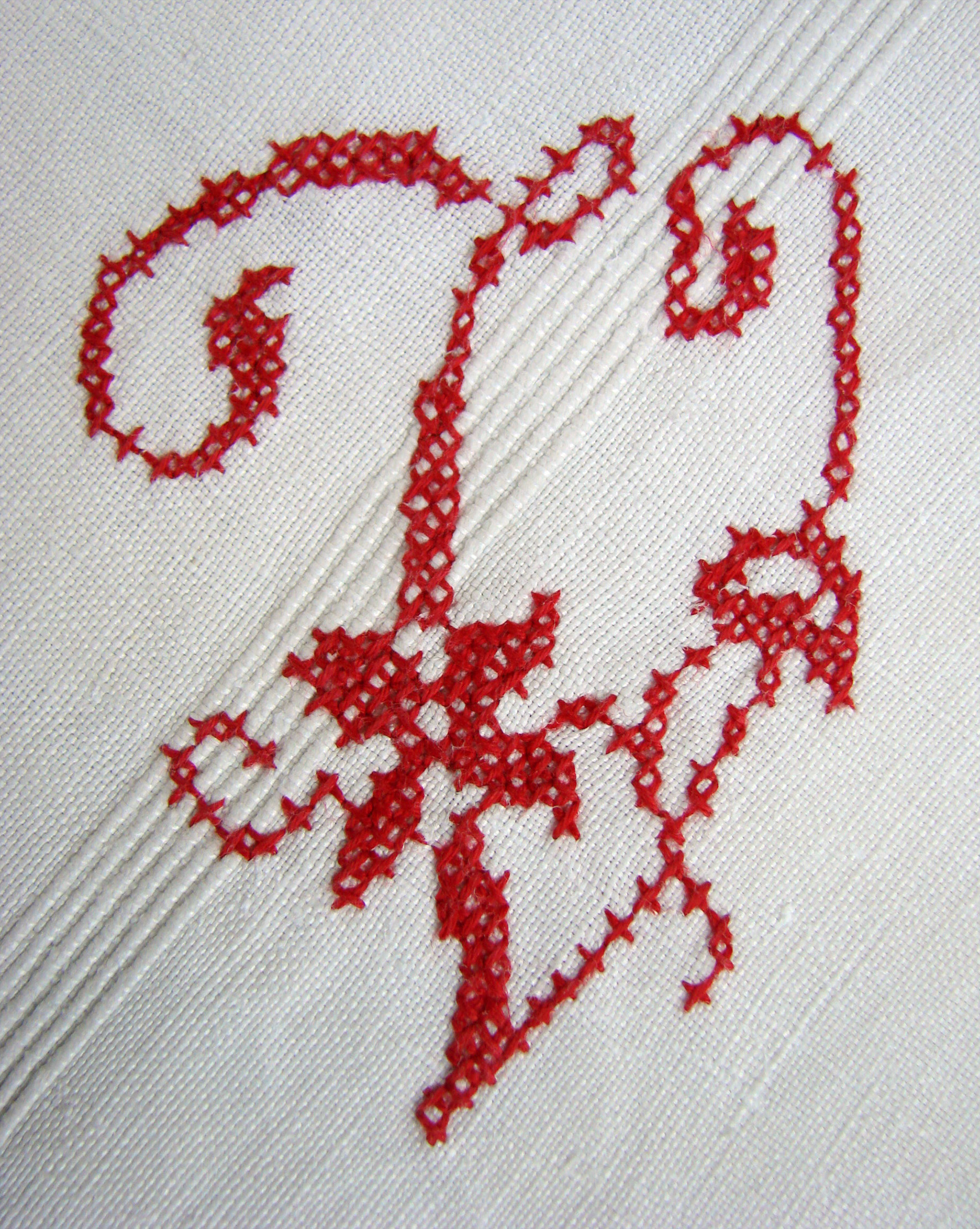
Cifra a punto croce

Come base per il ricamo si possono usare tutte le tele che abbiano trama ed ordito regolare (canovacci) a filo singolo o doppio, l'Emiane (lino misto a cotone), la tela aida, la canapa e anche la juta (per realizzare lavori di stile rustico). La grossezza del filo usato deve essere proporzionale alla larghezza della trama, in modo da ottenere decori visibili.

## Origine del punto croce
Il ricamo a punto croce risale a tempi antichissimi, tanto da non sapere con precisione dove e quando abbia avuto origine. Già nel 858 furono trovati, in Asia Centrale, reperti di tale tecnica.
È nel Medioevo però che la tecnica del punto croce comincia la sua vera storia. L'influenza dell'arte bizantina (nella Bisanzio medievale gli abiti delle corti, i paramenti sacerdotali e gli abiti dei facoltosi, erano ricchi di ricami di origine persiana) si estende nell'Europa meridionale e conquista successivamente il resto del Vecchio Continente, grazie all'impiego di essa nelle vesti ecclesiastiche.
In Europa, tra il X e il XIII secolo il ricamo a punto croce veniva praticato dalle castellane nelle loro lunghe giornate passate ad aspettare i loro uomini partiti per le guerre sante. I disegni, per lo più copiati dai tappeti portati dai crociati dall'Oriente, venivano fatti su tela di lino e ricamati con fili di seta o lana più o meno del colore dello stesso tessuto. Scarso era l'utilizzo del cotone, rarissimo, a quei tempi, e di poche varietà di colori.

## Nel Rinascimento
Col Rinascimento il punto croce diventa una delle basi educazionali femminili e molto usato nelle chiese per ornamenti sacri e per guarnire maniche e orli di abiti.
È in questo periodo che nasce l'imparaticcio, ovvero un pezzo di stoffa, generalmente di lino, sulla quale ragazze e bambine ricamavano i propri esercizi di puntocroce per imparare tecnica e nuovi disegni (soprattutto lettere e cifre e simboli religiosi e stilizzati); l'imparaticcio viene chiamato nei paesi anglosassoni sampler, dal latino exemplum, mentre nei paesi di lingua francese assume il nome di marquoir, poiché il punto croce veniva chiamato point de marque dall'usanza di marcare cioè di apporre le proprie iniziali sulla biancheria ricamata proprio con questo tipo di ricamo.
Tali imparaticci fungono da vera e propria enciclopedia del ricamo, tramandabile ed estensibile di generazione in generazione, piena di spunti per comporre nuovi decori. Diversi i materiali impiegati, fili di seta o di lana, tele di lino grezzo e fine: più raro il cotone, non ancora molto diffuso.
Verso il 1500 iniziano a circolare in Germania, in Francia e in Italia i primi schemi stampati con motivi floreali e animali, disegni ancora sempre ispirati all'Oriente.
Nel XVIII secolo i disegni diventano più raffinati e realistici raffigurando anche soggetti paesaggistici; ma è nel XIX secolo che si ha il vero boom del punto croce, quando i "sampler", sempre più complessi ed elaborati, entrano a far parte del corredo delle giovani spose come repertorio di motivi da utilizzare nel corso della loro vita matrimoniale.
Con lo sviluppo dell'industria tessile, infatti, si possono avere varietà di tele e di fili colorati e finalmente verranno stampati anche degli schemi colorati che renderanno più agile il ricamo. Diventa così il passatempo preferito dalle donne e verrà esportato anche in America con le prime emigrazioni.

## XX secolo
Agli inizi del XX secolo, però, il punto croce ha un brusco declino, perché l'avvento dello Stile Liberty richiede tipi di ricamo più articolati e svolazzanti. Inoltre, durante le lotte per l'emancipazione femminile, il ricamo viene volutamente accantonato in quanto ritenuto un'attività troppo domestica e frustrante. È solo nei recenti anni ottanta che torna alla ribalta: la donna ha raggiunto i suoi obiettivi e si avvicina nuovamente al ricamo. Ma non è più un'attività necessaria per la decorazione delle stoffe, dato che nel frattempo si è ampiamente sviluppata la stampa su tessuto. Il ricamo viene per lo più praticato come passatempo, per cui vengono abbandonate le tecniche impegnative ed eleganti del bianco e si sviluppa moltissimo il variopinto punto croce, anche perché la stampa di schemi a colori ne facilita l'esecuzione. Attualmente molte riviste specializzate si occupano esclusivamente della pubblicazione di schemi per il punto croce.
Per chi vuole realizzare disegni originali esistono appositi software che permettono di creare gli schemi anche in maniera automatica partendo da un'immagine.